# Mycetia malayana
Mycetia malayana är en måreväxtart som först beskrevs av George Don jr, och fick sitt nu gällande namn av William Grant Craib. Mycetia malayana ingår i släktet Mycetia och familjen måreväxter. Inga underarter finns listade i Catalogue of Life.